# Nebraska Danger
Die Nebraska Danker sind ein Arena-Football-Team aus Grand Island, Nebraska das aktuell in der Indoor Football League (IFL) spielt. Ihre Heimspiele tragen die Danger in der Eihusen Arena aus.

## Geschichte
Die Danger wurden 2010 gegründet und nahmen den Spielbetrieb in der IFL im Jahr 2011 auf. Gründer ist die Bosselman Entertainment LLC, ein Familienunternehmen, die eine Werkstatt- und Tankstellenkette führt.
Die Danger haben in ihrer Geschichte fünf Mal die Playoffs- und drei Mal den UnitedBowl erreicht.
Die Fans der Nebraska Danger wurden 2013 zu den besten Fans der IFL und darüber hinaus zur besten IFL-Franchise gewählt.

## IFL-Saison 2011
Das erste Spiel der Vereinsgeschichte wurde am 7. März 2011 gegen die Wichita Wild mit 70:59 gewonnen. Trotz alledem wurde die Saison mit 11 Niederlagen, bei nur drei Siegen beendet und die Playoffteilnahme verpasst.

## IFL-Saison 2012
Auch in der zweiten Saison wurde die Playoffs klar verpasst. Mit 5 Siegen und 9 Niederlagen beendeten die Danger das Jahr 2012 auf Platz 6 die Intense Conference.

## IFL-Saison 2013
Die dritte Saison seit Bestehen der Danger wurdegekührt mit 10 Siegen und 4 Niederlagen abgeschlossen und berechtigte Nebraska zur Teilnahme an den Playoffs. Im Conference Championship schaltete man die Colorado Ice aus, ehe es im Finale, dem UnitedBowl eine knappe 40:43-Niederlage gegen die Sioux Falls Storm setzte.
Es war die mit Abstand beste Saison der Danger. Man wurde nicht nur Intense Conference Champion und UnitedBowl Finalist, sondern stellte mit Quarterback Jameel Sewell auch den Most Valuable Player (MVP) und Offensive Player of The Year in der IFL.

## IFL-Saison 2014
2014 wurde man zwar nur Zweiter der Intense Conference hinter den Colorado Ice, qualifizierte sich dennoch für die Playoffs und gewann auch das Auswärtsspiel im Conference Championship gegen die Ice mit 45:15. Damit zogen die Danger wie schon 2013 in den UnitedBowl ein. Allerdings verlor man das Finale erneut gegen die Sioux Falls Storm 63:46.
Mit Offensive Tackle Darius Savage, Defensive End Claude Wroten und Defensive Back Jamar Love stellte man allerdings drei Spieler im All-IFL 1st Team.

## IFL-Saison 2015
Auch 2015 reichten 10 Siege und 4 Niederlagen zum Gewinn der Intense Conference. Im Conference Championship wurden die Tri-Cities Fever mit 86:43 ausgeschaltet. Somit erreichten die Danger zum dritten Mal in Folge den UnitedBowl, wo es erneut gegen zum Duell gegen die Sioux Falls Storm kam. Doch auch die dritte Auflage endete mit einer Niederlage für die Danger. Am Ende hieß es 62:27.
Wie schon 2013 wurde Jameel Sewell zum MVP gekürt und ins All-IFL 1st Team gewählt der Saison. Offensive Rookie of the Year wurde Teamkollege Waymon James.

## IFL-Saison 2016
Obwohl die Danger 10 Niederlagen und nur 6 Siege zum Ende der Saison 2016 auf dem Konto hatten, reichte es zur Teilnahme an den Wild Card Games gegen die Billings Wolves, welches mit 64:52 gewonnen wurde. In diesem Jahr sollte es nicht für die UnitedBowl Teilnahme reichen. Im Halbfinale unterlag man den Spokane Empire mit 55:44.
Defensive Back Jabari Gorman wurde nach der Saison zum Defensive Rookie of the Year gewählt.

## IFL-Saison 2017
Mit 9 Siegen und 7 Niederlagen beendete man die Saison auf Platz zwei der Intense Conference hinter den Arizona Rattlers. Die Rattlers bezwangen die Danger auch im Conference Championship 62:36, was das erneute Verpassen des UnitedBowl bedeutete.

## Stadion
Die Danger tragen ihre Heimspiele im 7.500 Zuschauer fassenden Eihusen Arena aus, in der auch Konzerte abgehalten werden.